# Ma Wenge
Pour les articles homonymes, voir Ma.
Dans ce nom chinois, le nom de famille, Ma, précède le nom personnel Wenge.
Ma Wenge (马文革, né en 1968) est un pongiste chinois.
Il a remporté la médaille de bronze lors des Jeux olympiques de Barcelone en 1992, et a remporté la Coupe du monde de tennis de table en 1989 et en 1992. Il est champion du monde par équipes en 1995 et 1997 avec Wang Tao, Ding Song, Kong Linghui et Liu Guoliang.